# 사보텐 스토어
사보텐 스토어는 주식회사 SBT에서 운영하여 동인지 및 동인 상품을 전문적으로 취급하는 대한민국의 동인 상점이다. 창업자는 닉네임 '사보텐'을 쓰는 한경철이며, 상점의 마스코트는 여성 캐릭터 '사보리'이다. 서울특별시 동작구 사당동에 오프라인 매장을 두고 있으며, 위탁판매도 행하고 있다.

## 개요
원래 일본 오타쿠 계열 상품을 구매대행하는 업체였으나 이후 오프라인 매장을 개설하여 메이드 카페 및 성인을 대상으로 한 식음료업을 하고 있다. 사보텐(サボテン)은 일본어로 '선인장'이라는 의미이다.
사보텐 스토어는 주로 라이트노벨, 보컬로이드 라이브러리, 동인지, 게임, 악세서리 등과 같은 서브컬처 상품들을 판매, 위탁판매도 겸한다.
2012년부터 학여울역 인근 서울무역전시컨벤션센터에서 개최되는 동인지 즉매회인 케이크 스퀘어를 주최하고 있다.

## 연혁
- 2011년 9월 월간 게이머즈와 엔씨소프트의 직원이었던 한경철은 '널리 오덕을 이롭게 하는' 목표를 갖고 주식회사 에스비티를 창업하였고, 10월부터 SeeU, 시드노벨, 노블엔진 등 대한민국의 서브컬처 업계와 사업을 제휴했다.
- 2011년 12월 18일 신도림역 인근에 사보텐 스토어 오프라인 매장이 개설되었다.
- 2013년 2월 오프라인 매장이 사당동으로 이전하였다.